# Isola di Sant'Antioco, Capo Sperone
Isola di Sant'Antioco, Capo Sperone este o arie protejată (arie de protecție specială avifaunistică — SPA) din Italia întinsă pe o suprafață de 1.785 ha, din care 20 % marine.

## Localizare
Centrul sitului Isola di Sant'Antioco, Capo Sperone este situat la coordonatele 38°58′30″N 8°25′16″E / 38.97504°N 8.421144°E.

## Înființare
Situl Isola di Sant'Antioco, Capo Sperone a fost declarat arie de protecție specială avifaunistică în iulie 2009 pentru a proteja 2 specii de plante și 18 specii de animale.

## Biodiversitate
Situată în ecoregiunea mediteraneană, aria protejată conține 7 habitate naturale: Pseudostepă cu ierburi și specii anuale de Thero-Brachypodietea, Faleze cu vegetație de Limonium spp. endemic de pe coastele mediteraneene, Tufărișuri termo-mediteraneene și de pre-deșert, Straturi cu Posidonia (Posidonion oceanicae), Phrygana endemică cu Euphorbio-Verbascion, Matorral arborescenți cu Juniperus spp., Păduri de pin mediteraneene cu pini mezogeni endemici.
La baza desemnării sitului se află mai multe specii protejate:
- plante (2): Linaria flava, Rouya polygama
- păsări (16): Alectoris barbara, fâsă-de-câmp (Anthus campestris), pasărea ogorului (Burhinus oedicnemus), ciocârlie-cu-degete-scurte (Calandrella brachydactyla), Calonectris diomedea, caprimulg (Caprimulgus europaeus), Falco eleonorae, șoim călător (Falco peregrinus), Hydrobates pelagicus, Larus audouinii, ciocârlie de pădure (Lullula arborea), Phalacrocorax aristotelis desmarestii, Puffinus puffinus, Puffinus yelkouan, Sylvia sarda, silvie de tufiș (Sylvia undata)
- amfibieni (1): Discoglossus sardus
- nevertebrate (1): Papilio hospiton

Pe lângă speciile protejate, pe teritoriul sitului au mai fost identificate 1 specie de plante, 34 de specii de păsări, 2 specii de amfibieni, 4 specii de nevertebrate.